# 円明講堂
円明講堂（えんめいこうどう）は、中華人民共和国上海市静安区にある浄土宗の仏教寺院。

## 歴史
1933年、顧蓮成夫婦は不動産を寄付してこの寺を建てた。1934年、円瑛が創設した浄土宗の道場。1945年、「楞嚴専宗学院」がここに設置されている。1948年、上海円明仏学院を設立。1966年、毛沢東が文化大革命を発動し、講堂の不動産は工場に収用され、寺院の宗教活動は中止に追い込まれた。1982年5月、地元政府は寺院を修復する。1983年、明公上人が、円瑛法師紀念堂を建立した。同年、中華人民共和国国務院は仏寺を漢族地区仏教全国重点寺院に認定した。

## 伽藍
円明講堂、観音殿、円瑛法師紀念堂、蔵経閣	

## 主な住僧
- 円瑛
- 明暘法師
- 明公上人
- 照誠